# Ломе

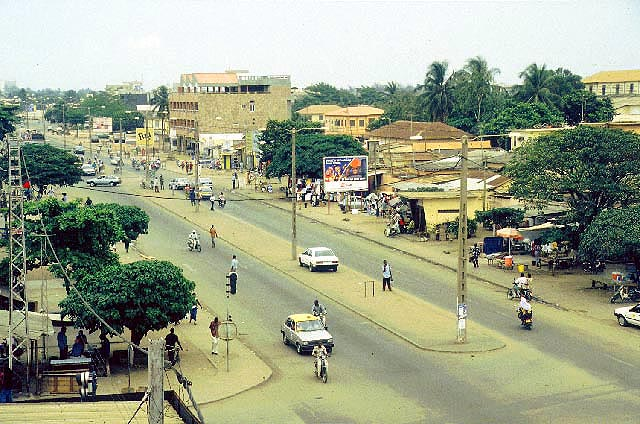
13-й бульвар и главный рынок Ломе.

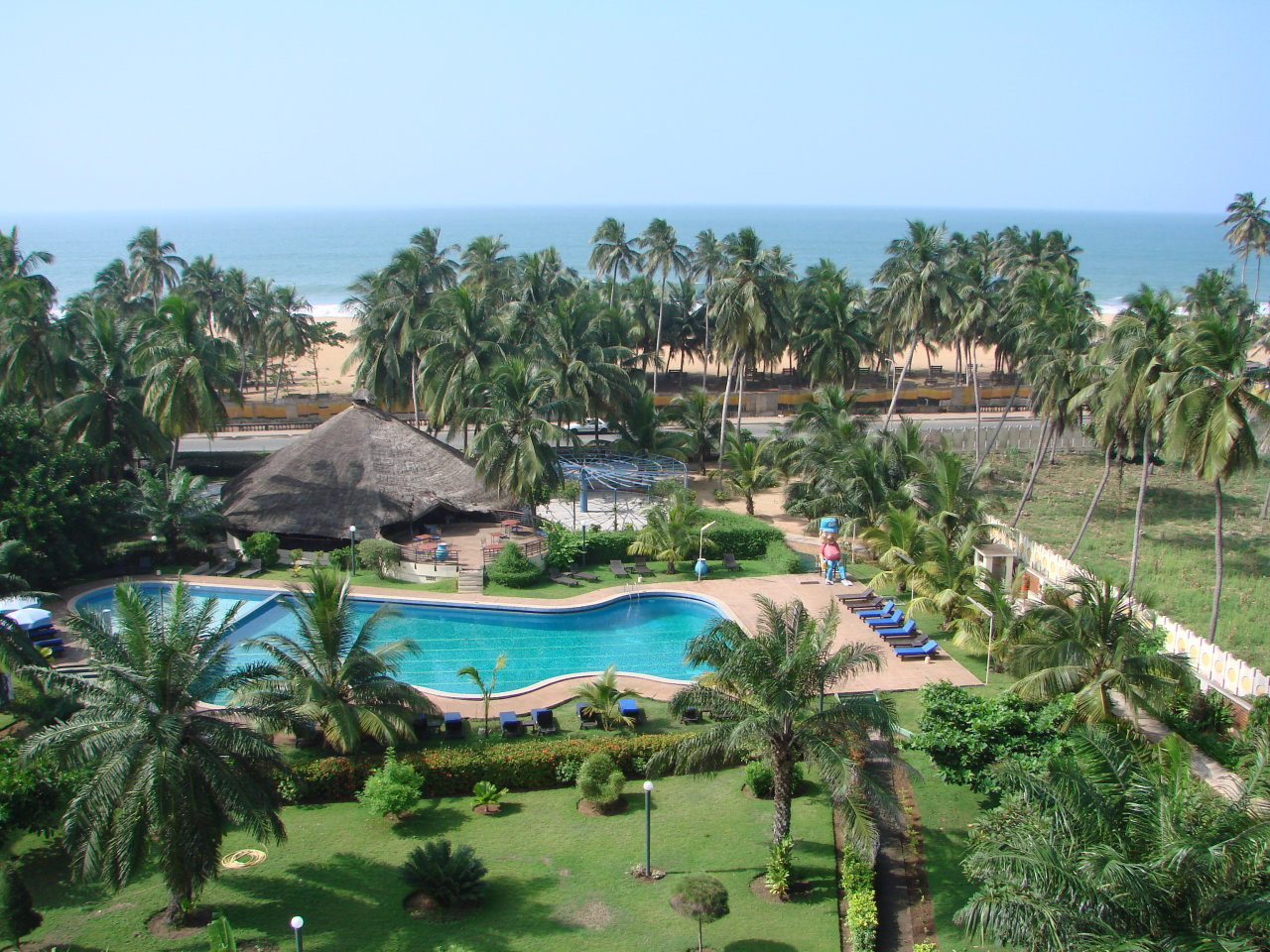
Пляж в Ломе. Отель IBIS.

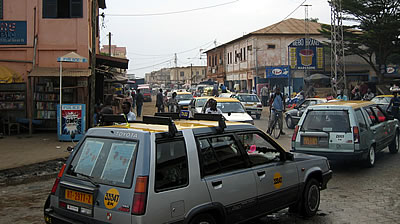
Такси в Ломе.

Ломе́ (фр. Lomé) — столица Того, административный и промышленный центр и главный порт страны. В городе имеется народный дом (фр. Maison du Peuple), основанный в конце XVIII века, конференц-зал.

## Этимология
Город основан в XIX веке на месте рыбачьей деревни народа эве и унаследовал её название. Первична форма названия Аломе, где эве ало — «алоэ», то есть название осмысливается как «селение между алоэ». По другой версии, в основе названия lumé — «небольшое болото».

## География
Город расположен на территории, входящей в состав Невольничьего берега на побережье Гвинейского залива, в юго-западной части Того.

### Климат
Город Ломе находится в зоне тропического климата. Сезон дождей длится с апреля по июнь и с сентября по ноябрь. Самые дождливые месяцы — июнь и октябрь. Среднегодовое количество осадков составляет 600—800 мм. Относительная влажность воздуха в июне — 80 %. Самый тёплый месяц — декабрь со средней температурой 32 °C. Самый холодный месяц — август со средней температурой 27 °C.
| Показатель | Янв. | Фев. | Март | Апр. | Май  | Июнь | Июль | Авг. | Сен. | Окт. | Нояб. | Дек. | Год  |
| --- | ---- | ---- | ---- | ---- | ---- | ---- | ---- | ---- | ---- | ---- | ----- | ---- | ---- |
| Абсолютный максимум, °C | 40   | 37   | 39   | 38   | 40   | 38   | 37   | 31   | 36   | 28   | 37    | 37   | 40   |
| Средний суточный максимум, °C | 31,7 | 32,3 | 32,5 | 32,1 | 31,3 | 29,6 | 28,2 | 28   | 29,1 | 30,4 | 31,6  | 31,6 | 30,7 |
| Средняя температура, °C | 26,8 | 28   | 28,2 | 28,1 | 27,3 | 26   | 25,1 | 24,8 | 25,5 | 26,4 | 27,2  | 26,9 | 26,6 |
| Средний суточный минимум, °C | 22,5 | 24   | 24,5 | 24,4 | 23,5 | 22,8 | 22,5 | 22,3 | 22,5 | 22,8 | 22,9  | 21,5 | 23,1 |
| Абсолютный минимум, °C | 16   | 17   | 17   | 17   | 20   | 18   | 18   | 18   | 20   | 20   | 15    | 16   | 15   |
| Норма осадков, мм | 9    | 22   | 53   | 95   | 149  | 249  | 93   | 32   | 65   | 70   | 25    | 9    | 871  |
| Температура воды, °C | 27   | 27   | 28   | 28   | 28   | 26   | 24   | 22   | 23   | 25   | 27    | 27   | 26   |
| Источник: Lome, Togo. Travel Weather Averages (англ.). Weatherbase.com. Дата обращения: 15 марта 2013. Архивировано 16 марта 2013 года. LOME - météo, climat, températures (фр.). Levoyageur.net. Дата обращения: 15 марта 2013. Архивировано 16 марта 2013 года. Klima Togo, Lomé - Klimadiagramm, Klimatabelle (нем.). Wetterkontor.de. Дата обращения: 16 марта 2013. Архивировано 21 марта 2013 года. |      |      |      |      |      |      |      |      |      |      |       |      |      |

## История
Город был основан в XVIII веке народом эве. В 1882 году в Ломе братьями Чику и Октавиану Олимпиу была основана торговая фирма, благодаря чему город (в то время деревня Бей-Бич) стал важным торговым центром.
В 1884 году город был захвачен немцами и вошёл в состав колонии Тоголенд. В 1897 году в Ломе переехала германская колониальная администрация, город стал торгово-транспортным центром колонии.
В 1904 году в Ломе был построен первый причал. В старой части города сохранились дома, построенные в колониальном стиле (например, здание колониальной администрации, собор в неоготическом стиле).
В 1905 году в Ломе был построен вокзал первой железной дороги Тоголенда.
В 1914 году был захвачен французской армией в ходе Первой мировой войны. После окончания войны, когда Франция получила мандат Лиги Наций на управление восточной частью Того, город вошёл в состав Французского Того. Во второй половине XX века город начал быстро развиваться. Согласно переписи, проводившейся в 1950 году, численность населения города составила 30 тыс. человек. В 1960 году Того получило независимость, а Ломе, численность населения которого к тому времени составила 80 тыс. человек, стал его столицей.
В 1975 году в городе были подписаны Ломейские конвенции, с целью заключения торгово-экономических отношений со странами Африки, Карибского бассейна и Тихого океана.
За годы существования город, благодаря образованию конурбации с Афлао, расположенным на границе Ганы с Того, увеличился в размерах в несколько раз.

## Политика
Ломе является политическим центром Того. В городе расположена резиденция президента и правительство страны, а также законодательный орган страны — Национальная Ассамблея.

## Экономика и транспорт
После того, как Ломе стал столицей Тоголенда, в городе началось строительство крупных предприятий, был построен причал, благодаря чему стал возможен экспорт сырья. В 1960-х годах началась модернизация порта Ломе. В 1968 году была построена глубоководная гавань, за счёт чего мощность порта была увеличена до 3 000 000 тонн в год.
Город осуществляет импортную и экспортную торговлю с Мали, Буркина-Фасо и Нигером. В Ломе поставляются фосфаты, какао, кофе, копра, хлопок, пальмовые ядра. В нём расположены важные промышленные предприятия страны — металлургический и нефтеперерабатывающий заводы, теплоэлектростанция.
Основным видом общественного транспорта является мото-такси. Город связан железными дорогами с Палиме, Сокоде и Анехо.
В 6 км от города находится Международный аэропорт Ломе—Токуэн.

## Образование
- Институт имени Гёте.
- Институт Бенина (построен в 1965 году, с 1970 года — институт Ломе).
- Архитектурное и государственное училища.
- Инструкторский центр Панафриканизма.
- Техническая гимназия.

## Достопримечательности
- Национальный музей Того. В музее представлены экспонаты, связанные с культурой и историей Того.
- Национальная библиотека, которая является достойной внимания.
- Международный музей Гвинейского залива (фр. Musée International du Golfe de Guinée).
- Штаб-квартира «Объединения тоголезцев» (правящей партии Того).
- Монумент Независимости Того.
- Губернаторский дворец.
- Собор Сердца Иисусова, построенный в нео-готическом стиле.
- «Бульвар Республики» — бульвар, расположенный на побережье Атлантического океана.
- «Большой рынок» — самый крупный рынок города.
- Ремесленный рынок.

## Спорт

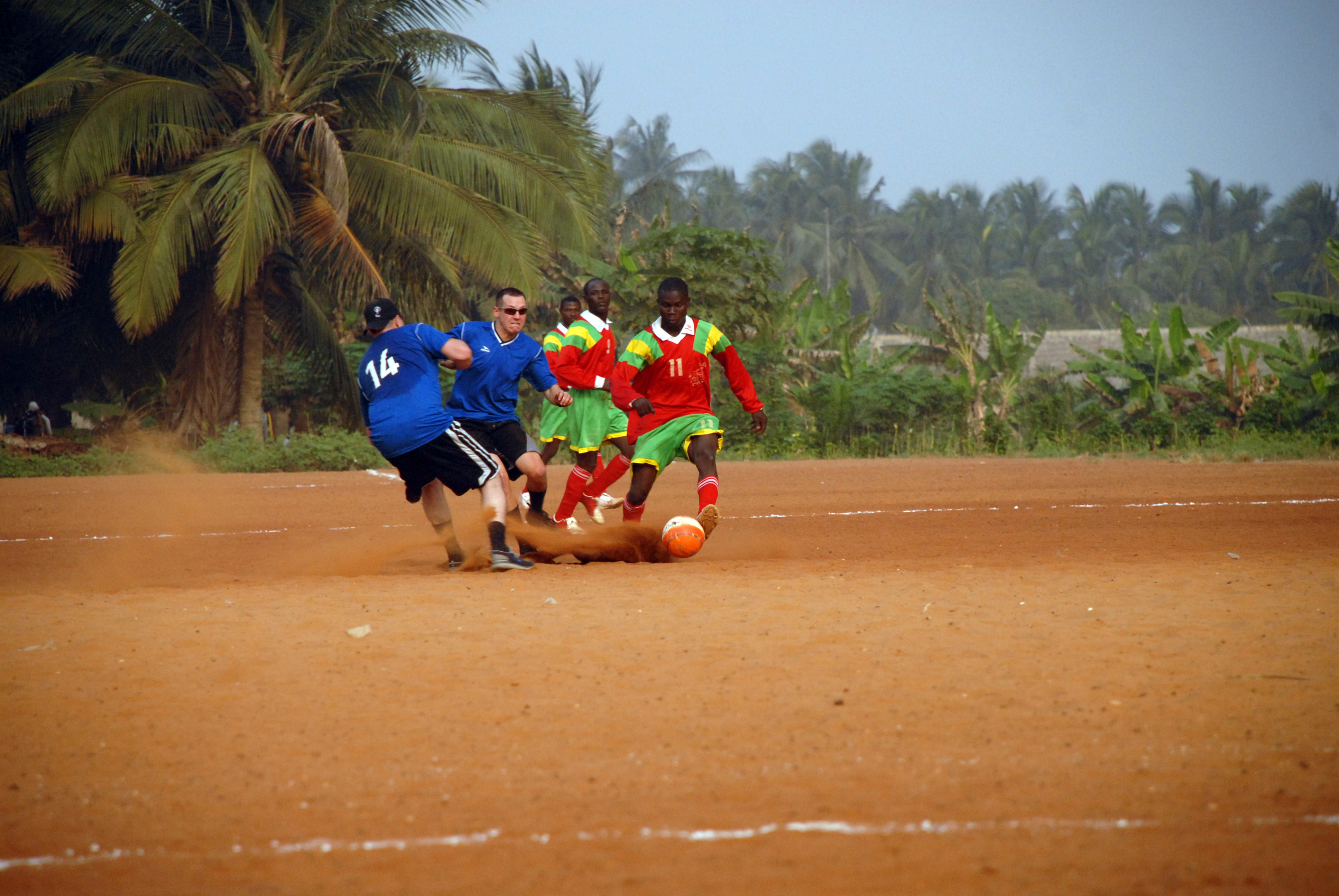
Футбол в Ломе

В чемпионате Того по футболу 5 из 18 команд базируются в Ломе. Это — «Дуанес», «Динамик Тоголе», «Того-Порт», «Этуаль Филанте» и «Агаза». «Этуаль Филанте» является самым титулованным клубом из Ломе, он 7 раз выигрывал национальный чемпионат и два раза Кубок Того.
Команда из Ломе, АСФОСА дважды становилась чемпионом Того. «Эдан» единожды выигрывал Кубок Того, «Аиглонс» дважды доходил до финала Кубка, а «Энтенте 2» дважды побеждал и дважды был финалистом Кубка. Также в чемпионате Того участвовали команды «Мерлан» и «Того Телеком».
Крупнейшим стадионом в Ломе является «Кегуе», вместимостью в 30 тысяч человек. Стадион является домашним для национальной сборной Того. Также в Ломе расположены стадионы — «Оскара Энтони», «Агое-Нуиве» и стадион Генерала Эйадемы.
В Ломе родился известный тоголезский нападающий Эммануэль Адебайор, выступающий за «Кристал Пэлас». Также в Ломе родился капитан сборной Того — Серж Акакпо, выступающий за турецкий «Трабзонспор».

## Города-побратимы
- Тайбэй (1966)
- Дуйсбург (1973)[8]
- Шэньчжэнь (1996)
- Бэй-сити